# Градски стадион (Ягодина)
Градският стадион е многофункционален стадион в град Ягодина, Сърбия.
Построен е през 1958 г. Разполага с капацитет от 15 000 места. Тревната настилка е естествена. Приема домакинските мачове на местния футболен отбор ФК „Ягодина“.